# 지하수

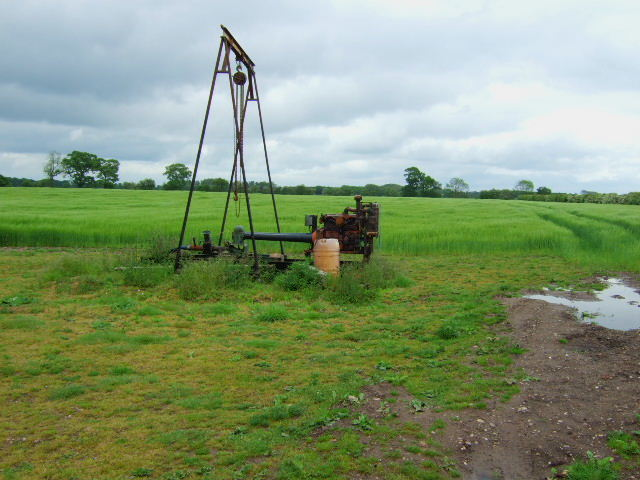
지하수를 퍼내는 펌프.

지하수(地下水, 문화어: 땅속물)는 지표면 밑을 흐르는 물을 이르는 말이다. 지구의 외부는 암석으로 이루어진 지각으로 덮여있고, 식물이 자라는 지표면 바로 밑에는 암석을 관통하여 물이 흐르고 있다. 대부분의 지하수는 흙 속으로 스며든 비와 눈이 녹은 물이 모여서 형성된다. 물은 암석에 도달하면 암석 사이의 열려 있는 틈을 통해 흐른다. 지하수가 흐르는 속도는 지하의 환경에 따라 일정하지 않아서 하루평균 1.5m 정도로 흐르는 곳도 있지만, 어떤 곳의 지하수는 연평균 약 1.5m의 속도로 아주 천천히 흐르기도 한다.

## 물의 순환
지하수는 전 세계 민물에서 20% 정도를 차지하며 이는 바다와 영구적인 얼음을 포함한 전 세계 물의 0.76%에 해당한다. 지하수는 남북극을 포함하여 눈과 얼음주머니에 저장된 민물의 양과 거의 맞먹는다. 가뭄 기간에 지표수의 부족을 메꾸어 줄 수 있는 천연 보고의 역할을 하므로 중요한 자원이다.
지하수는 강수, 개울, 강으로부터의 지표수로 자연스레 채워진다. 지하수는 자연적인 물의 순환에서 저수지로 표현할 수 있다. 이와 반대되는 것으로 대기와 깨끗한 지표수(반응 시간이 수분에서 수년이 걸림)가 있다. 이 수치는 얼마나 지하수가 깊은가에 따라 물 순환을 마치는 데 매우 긴 시간이 걸릴 수도 있음을 말해 준다.

## 공학적 특징
수질이 지표수에 비해 양호하며 광물질을 많이 포함하고 있다. 종류는 깊이와 흐름 형태에 따라 천층수, 심층수, 복류수로 나눈다. 천층수는 지하의 불투수층 위에 흐르는 자유수면 지하수이다. 심층수는 불투수층 아래를 흐르는 피압수면 지하수이다. 복류수(伏流水)는 하천, 저수지, 호수 따위의 바닥이나 변두리 자갈, 모래층에 함유되어 있는 물이다.

## 지하수와단층, 단열대
공사와 같은 지하 구조물의 굴착 과정에서 단층 및 절리와 같은 단열대(fracture zone)을 통과할 경우 주변 지하수의 유로가 변하게 되며 지하 구조물 내로 유입된 지하수의 유출 때문에 굴착 지역 인근의 지하수 고갈, 지반 침하, 생태계 변화 등의 자연 환경 변화와 이로 인해 주민의 생활 환경에 악영향을 줄 수 있다. 따라서 대형 지하 구조물을 건설할 때는 인근의 지하수 유동 체계를 파악하고 구조물 굴착 이후 발생할 변화를 정확히 예측해야 한다. 특히, 굴착 지역의 지질이 화강암과 같은 결정질(結晶質) 암석일 경우 지하수의 유로가 되는 각종 단층이나 단열대의 특성과 공간적인 밀도 분포를 파악하는 작업이 선행되어야 한다.

## 한국
화강암 지대인 진해시에서는 1962~1969년 사이에 7개 지하수 우물을 뚫어 상수도용으로 사용하였으며 채수량은 1일 2,170 m3이었다. 경기도 내 여러 지역의 편암, 편마암, 화강암 지역에서는 1일 100~500 m3이 채수되었다.

## 같이 보기
- 우물
- 온천
- 수맥
- 샘
- 파이퍼 다이어그램
- 스티프 다이어그램